# شهرستان گوک‌تپه
شهرستان گوک‌تپه (به ترکمنی: Gökdepe etraby، گؤک‌دپه اطرابیٛ) یک شهرستان در ترکمنستان است که در استان آخال واقع شده‌است.
در سال ۲۰۱۶، شهرستان دروازه منحل شده و اراضی آن به این شهرستان واگذار شد.

## تقسیمات اداری
شهرستان بولدوم‌ساز شامل دو شهر، یک شهرک، و چهارده شورای روستایی می‌باشد.
- شهرها (şäherler / شأهرلر)
  - گوگ‌تپه (Gökdepe / گؤک‌دپه)

- شهرک‌ها (şäherçeler / شأهرچه‌لر)
  - ایزغانت (Yzgant / ایٛزغانت)
    - شامل چاران (Çaran / چاران)
    - ساوما (Sowma / سوْوما)
    - قره‌آجی (Garaajy / قاراآجیٛ)
    - ‌ محمدیار (Mämmetýar / مأمّت‌یار)

- شوراهای روستایی (oba geňeşlikleri / اوْبا گنگشلیکلری)
  - آخال (Ahal / آحال)
    - آخال (Ahal / آحال)
    - ایلک (Ilek / ایلک)
    - چیرله (Çyrla / چیٛرلا)
    - سیپلانگ‌قزل‌تاقیر (Syplaňgyzyltakyr / سیٛپلانگ‌قیٛزیٛل‌تاقیٛر)
    - قاتی‌‌دویپ (Gatydüýp / قاتیٛ‌دوٚیپ)
    - ‌ قوتلی‌آیاق (Gutlyaýak / قوُتلیٛ‌آیاق)
    - قوریه (Gorýa / قوْریا)
    - قوشه‌تاقیر (Goşatakyr / قوْشاتاقیٛر)
    - وار (War / وار)

  - آق‌قنغور (Akgoňur / آق‌قوْنگوُر)
    - آق‌قنغور (Akgoňur / آق‌قوْنگوُر)

  - آوادان‌تپه (Owadandepe / اوْوادان‌دپه)
    - آته‌قویی (Ataguýy / آتاقوُییٛ)
    - آرتیق‌خواجه (Artykhoja / آرتیٛق‌حوْجا)
    - بوری (Böri / بؤری)
    - ‌ پورسی‌قویی (Porsyguýy / پوْرسیٛ‌قوُییٛ)
    - دروازه (Derweze / دروزه)
    - شاه‌پی (Şapy / شاپیٛ)
    - صحرا (Sähra / صأحرا)
    - ‌ طلخان‌لی (Talhanly / طالحان‌لیٛ)
    - قوانچ اورازوف (Guwanç Orazow adyndaky / قوُوانچ اوْرازوف آدیٛنداقیٛ)
    - ‌ندیر (Nedir / ندیر)
    - ‌یانداق‌لی (Ýandakly / یانداق‌لیٛ)

  - ‌ باباعرب (Babaarap / باباعاراپ)
    - ‌ باباعرب (Babaarap / باباعاراپ)
    - یاییین (Ýaýyn / یاییٛن)

  - تاغان بایرام‌دوردی‌وف (Tagan Baýramdurdyýew adyndaky / تاغان بایرام‌دوُردیٛ‌وف آدیٛنداقیٛ)
    - ‌ گوگ‌تپه (Gökdepe / گؤک‌دپه)

  - ترکمنستان (Türkmenistan / توٚرکمنیستان) 
    - اورازصحت (Orazsähet / اوْرازصأحت)
    - ترکمنستان (Türkmenistan / توٚرکمنیستان)
    - قنغورآجی (Goňurajy/ قوْنگوُرآجیٛ)

  - خورمانت‌گوکجه (Hurmantgökje / حوُرمانت‌گؤکجه)
    - خورمانت‌گوکجه (Hurmantgökje / حوُرمانت‌گؤکجه)

  - دروازه (Derweze / دروزه)
    - آته‌قویی (Ataguýy / آتاقوُییٛ)
    - بوری (Böri / بؤری)
    - دروازه (Derweze / دروزه) (سابقا آئروپورت (Aeroport / آیراپورت))

  - شورقلعه (Şorgala / شوْرقالا)
    - ایشان (Işan / ایشان)
    - خیر (Haýyr / خاییٛر)

  - شورقلعه (Şorgala / شوْرقالا)
    - صحت‌نیاز (Sähetnyýaz / صأحت‌نیٛیاز)
    - قاتی‌‌دویپ (Gatydüýp / قاتیٛ‌دوٚیپ)

  - صفرمرداد نیازوف (S.Nyýazow adyndaky / صاپارمیٛرات نیٛیازوف آدیٛنداقیٛ)
    - آجی‌کاریز (Ajykäriz / آجیٛ‌کأریز)
    - صفرمرداد نیازوف (S.Nyýazow adyndaky / صاپارمیٛرات نیٛیازوف آدیٛنداقیٛ)
    - قارری‌کاریز (Garrykäriz / قارریٛ‌کأریز)
    - قالقینیش (Galkynyş / قالقیٛنیٛش) ‌

  - قورجه (Gorjaw / قوْرجاو)
    - قورجه (Gorjaw / قوْرجاو)

  - کپه‌داغ (Köpetdag / کؤپت‌داغ)
    - بکری (Bükri / بوٚکری)
    - بوغه (Bowga / بوْوغا)
    - قوتلی‌آیاق (Gutlyaýak / قوُتلیٛ‌آیاق)
    - کپه‌داغ (Köpetdag / کؤپت‌داغ)
    - نوآته (Nowata / نوْوآتا)

  - کله‌جار (Kelejar / کله‌جار)
    - کله‌جار (Kelejar / کله‌جار)